# Die Zeit
Die Zeit (Eigenschreibweise des Verlags DIE ZEIT) ist eine überregionale deutsche Wochenzeitung und ein digitales publizistisches Angebot. Die Wochenzeitung erschien erstmals am 21. Februar 1946. Sie wird jeden Donnerstag veröffentlicht; an Feiertagen wird der Erscheinungstag in der Regel vorgezogen. Zeit.de, das Angebot für Online-Journalismus, ist seit 1996 im Internet präsent. Am 1. Juli 2025 wurden das Printangebot Die Zeit und das Digitalangebot Zeit Online sowie die beiden Redaktionen – auch die Chefredaktionen –  unter der gemeinsamen Dachmarke Die Zeit zusammengeführt. Gleichzeitig wurde der Zusatz „Wochenzeitung für Politik Wirtschaft Wissen und Kultur“ vom Kopf der Titelseite der Druckausgabe entfernt.
Der Zeitverlag und somit Die Zeit wurde 1996 von der Verlagsgruppe Georg von Holtzbrinck übernommen und gehört seit 2009 zu jeweils 50 Prozent zur DvH Medien und zur Verlagsgruppe Georg von Holtzbrinck.
Die Zeit wird zu den Leitmedien im deutschsprachigen Raum gezählt.
Die Redaktion der Zeit sitzt in Hamburg und Berlin mit Redaktionsbüros in Beirut, Brüssel, Frankfurt am Main, Leipzig, Moskau, New York, Paris, Shanghai, Washington, Wien und Zürich. Ein Korrespondent arbeitet in London.

## Profil
Die politische Haltung der Zeit gilt als liberal beziehungsweise linksliberal. Sie pflegt die Debatte. Sie wird von Journalisten als eines der deutschsprachigen Leitmedien eingestuft.

## Auflage
Im Oktober 1988 wurde zum ersten Mal eine verkaufte Auflage von über 500.000 Exemplaren erzielt. Auch Anfang der neunziger Jahre betrug die verkaufte Auflage der Wochenzeitung über 500.000 Exemplare, sank aber nach dem Start der linksliberalen Wochenzeitung Die Woche auf 460.000 Exemplare im Jahr 1997. Sie beträgt gegenwärtig 633.352 Exemplare. Der Anteil der Abonnements an der verkauften Auflage liegt bei 79,6 Prozent.
| Entwicklung der verkauften Auflage | Entwicklung der verkauften Auflage | Entwicklung der verkauften Auflage | Entwicklung der verkauften Auflage | Entwicklung der verkauften Auflage |
| ---------------------------------- | ---------------------------------- | ---------------------------------- | ---------------------------------- | ---------------------------------- |
| Jahr                               |                                    |                                    |                                    | Auflage                            |
| 2024                               | 2024                               |                                    | 620.086                            | 620.086                            |
| 2023                               | 2023                               |                                    | 604.957                            | 604.957                            |
| 2022                               | 2022                               |                                    | 623.133                            | 623.133                            |
| 2021                               | 2021                               |                                    | 600.683                            | 600.683                            |
| 2020                               | 2020                               |                                    | 547.390                            | 547.390                            |
| 2019                               | 2019                               |                                    | 504.080                            | 504.080                            |
| 2018                               | 2018                               |                                    | 505.640                            | 505.640                            |
| 2017                               | 2017                               |                                    | 505.010                            | 505.010                            |
| 2016                               | 2016                               |                                    | 504.331                            | 504.331                            |
| 2015                               | 2015                               |                                    | 511.806                            | 511.806                            |
| 2014                               | 2014                               |                                    | 510.634                            | 510.634                            |
| 2013                               | 2013                               |                                    | 517.273                            | 517.273                            |
| 2012                               | 2012                               |                                    | 513.882                            | 513.882                            |
| 2011                               | 2011                               |                                    | 509.933                            | 509.933                            |
| 2010                               | 2010                               |                                    | 504.255                            | 504.255                            |
| 2009                               | 2009                               |                                    | 502.246                            | 502.246                            |
| 2008                               | 2008                               |                                    | 501.394                            | 501.394                            |
| 2007                               | 2007                               |                                    | 487.948                            | 487.948                            |
| 2006                               | 2006                               |                                    | 486.961                            | 486.961                            |
| 2005                               | 2005                               |                                    | 481.461                            | 481.461                            |
| 2004                               | 2004                               |                                    | 464.464                            | 464.464                            |
| 2003                               | 2003                               |                                    | 451.945                            | 451.945                            |
| 2002                               | 2002                               |                                    | 450.067                            | 450.067                            |
| 2001                               | 2001                               |                                    | 442.935                            | 442.935                            |
| 2000                               | 2000                               |                                    | 440.558                            | 440.558                            |
| 1999                               | 1999                               |                                    | 443.340                            | 443.340                            |
| 1998                               | 1998                               |                                    | 453.315                            | 453.315                            |
|                                    |                                    |                                    |                                    |                                    |

| Entwicklung der Abonnentenzahlen | Entwicklung der Abonnentenzahlen | Entwicklung der Abonnentenzahlen | Entwicklung der Abonnentenzahlen | Entwicklung der Abonnentenzahlen |
| -------------------------------- | -------------------------------- | -------------------------------- | -------------------------------- | -------------------------------- |
| Jahr                             |                                  |                                  |                                  | Auflage                          |
| 2024                             | 2024                             |                                  | 480.118                          | 480.118                          |
| 2023                             | 2023                             |                                  | 471.607                          | 471.607                          |
| 2022                             | 2022                             |                                  | 474.599                          | 474.599                          |
| 2021                             | 2021                             |                                  | 466.483                          | 466.483                          |
| 2020                             | 2020                             |                                  | 412.754                          | 412.754                          |
| 2019                             | 2019                             |                                  | 352.937                          | 352.937                          |
| 2018                             | 2018                             |                                  | 348.217                          | 348.217                          |
| 2017                             | 2017                             |                                  | 344.117                          | 344.117                          |
| 2016                             | 2016                             |                                  | 335.238                          | 335.238                          |
| 2015                             | 2015                             |                                  | 341.759                          | 341.759                          |
| 2014                             | 2014                             |                                  | 344.295                          | 344.295                          |
| 2013                             | 2013                             |                                  | 349.401                          | 349.401                          |
| 2012                             | 2012                             |                                  | 342.653                          | 342.653                          |
| 2011                             | 2011                             |                                  | 331.379                          | 331.379                          |
| 2010                             | 2010                             |                                  | 317.734                          | 317.734                          |
| 2009                             | 2009                             |                                  | 320.865                          | 320.865                          |
| 2008                             | 2008                             |                                  | 308.340                          | 308.340                          |
| 2007                             | 2007                             |                                  | 302.324                          | 302.324                          |
| 2006                             | 2006                             |                                  | 307.313                          | 307.313                          |
| 2005                             | 2005                             |                                  | 296.166                          | 296.166                          |
| 2004                             | 2004                             |                                  | 276.717                          | 276.717                          |
| 2003                             | 2003                             |                                  | 265.815                          | 265.815                          |
| 2002                             | 2002                             |                                  | 257.632                          | 257.632                          |
| 2001                             | 2001                             |                                  | 245.541                          | 245.541                          |
| 2000                             | 2000                             |                                  | 250.044                          | 250.044                          |
| 1999                             | 1999                             |                                  | 252.481                          | 252.481                          |
| 1998                             | 1998                             |                                  | 255.301                          | 255.301                          |
|                                  |                                  |                                  |                                  |                                  |

## Geschichte
Die erste Ausgabe erschien am 21. Februar 1946 in Hamburg in einer Auflage von 25.000 Exemplaren als Blatt der sogenannten Lizenzpresse. Sie umfasste acht Seiten und kostete 40 Pfennig. Sie wurde „veröffentlicht unter Zulassung Nr. 6 der Militärregierung“ der Britischen Besatzungszone.

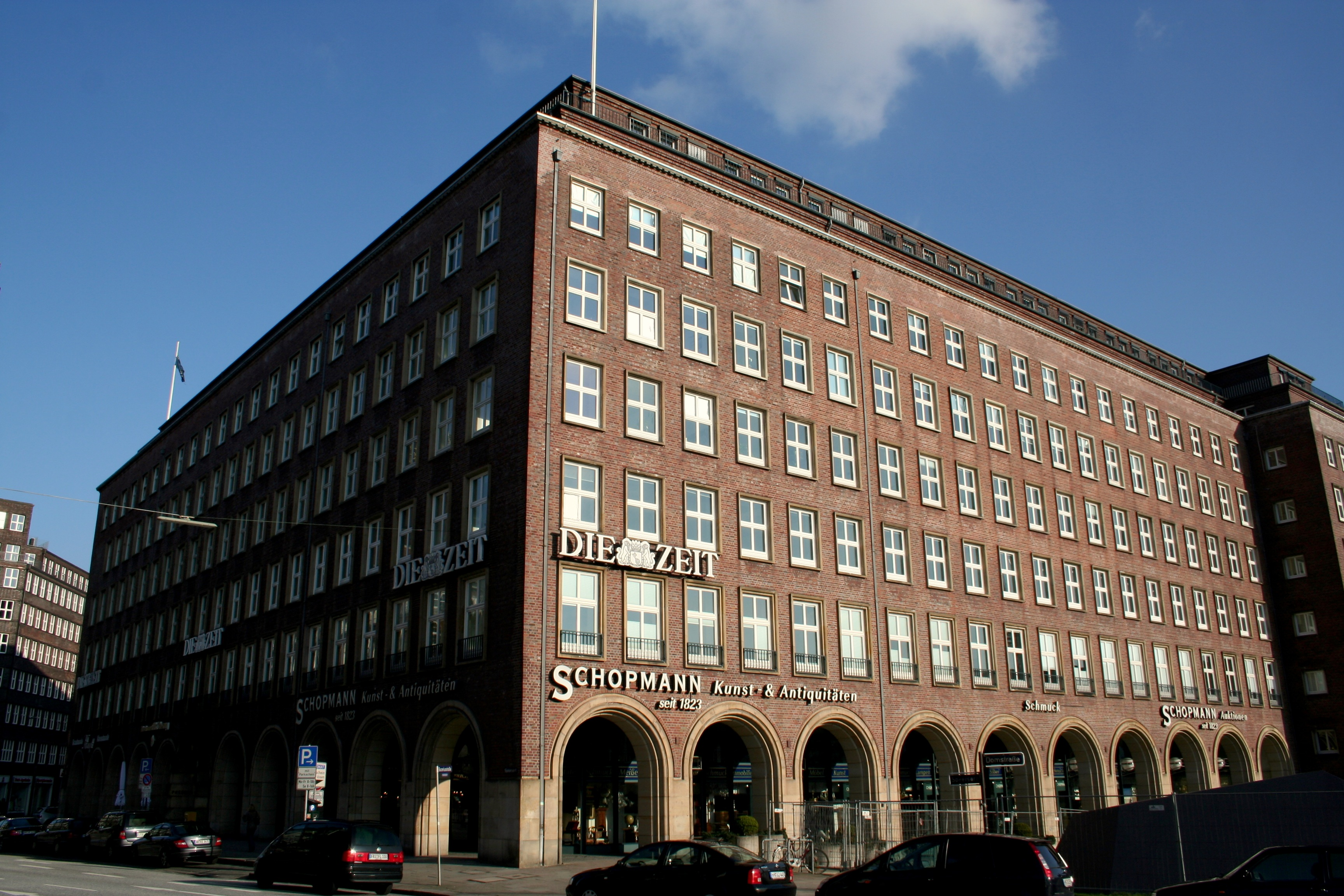
Helmut-Schmidt-Haus in Hamburg

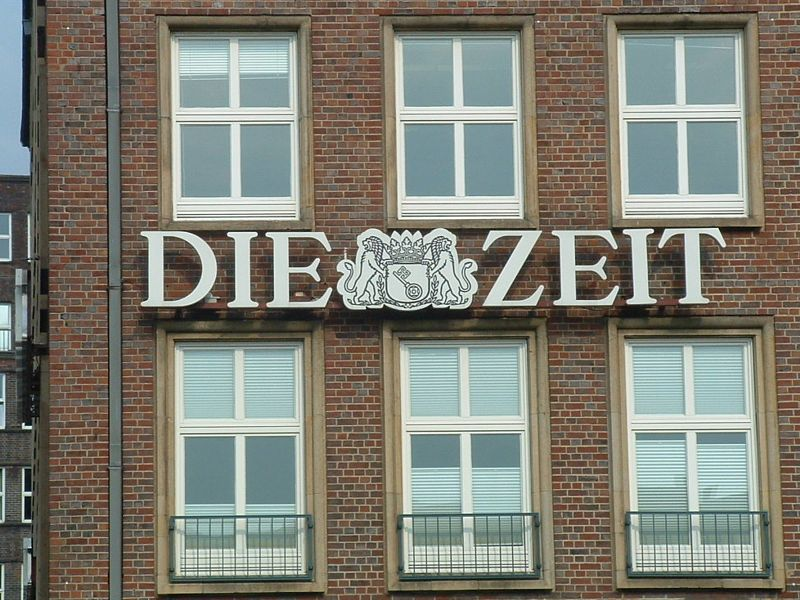
Das Logo am Hamburger Helmut-Schmidt-Haus

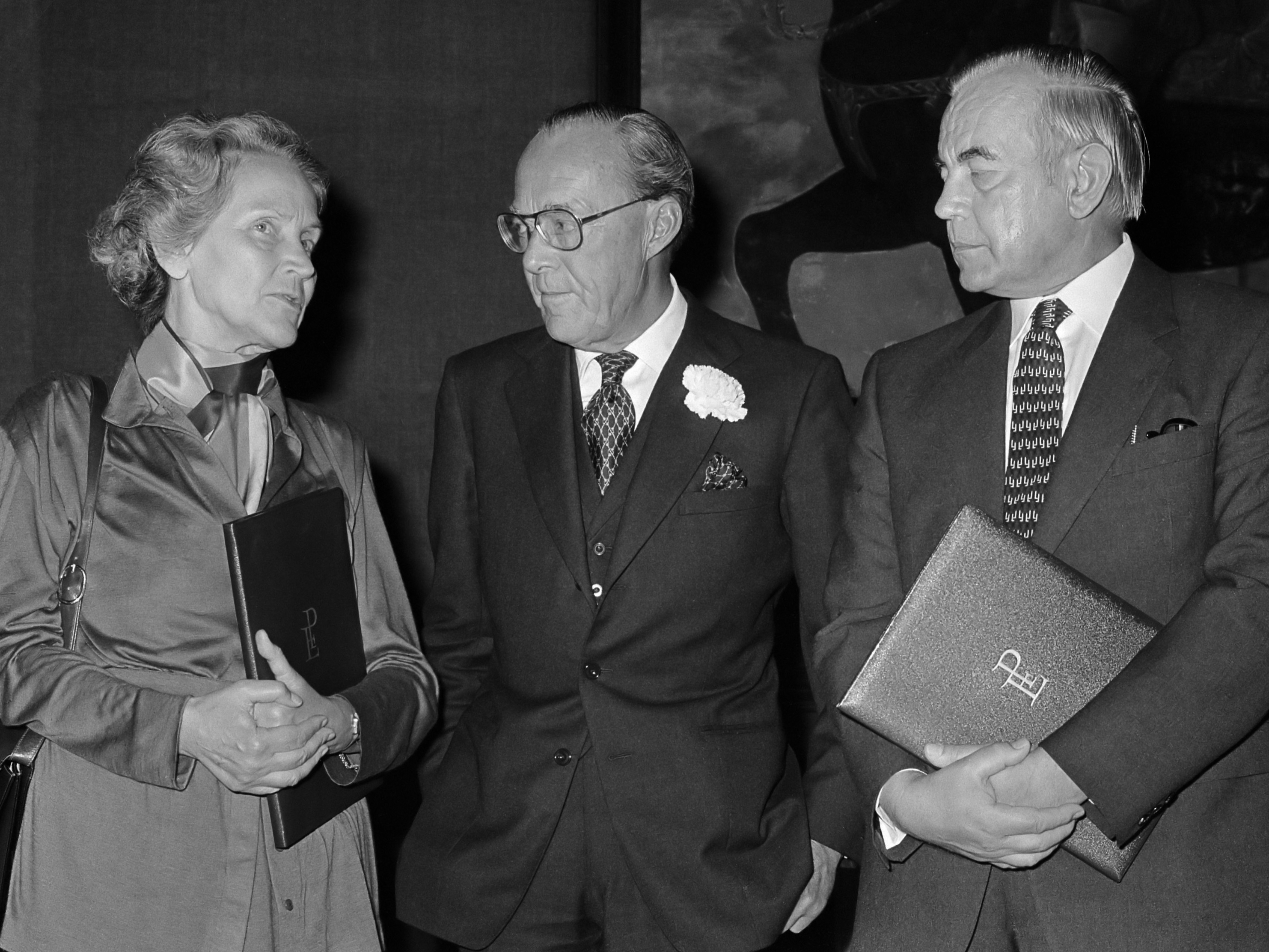
Marion Gräfin Dönhoff, Bernhard zur Lippe-Biesterfeld und Fred Luchsinger anlässlich der Verleihung des Erasmuspreises an die Zeit und die Neue Zürcher Zeitung, 1979

Die ersten Herausgeber der Zeit waren Gerd Bucerius, Lovis H. Lorenz, Richard Tüngel und Ewald Schmidt di Simoni. Sie hatten bereits während der letzten Phase des Zweiten Weltkriegs eine bürgerliche Zeitung geplant. Die Anfangsjahre, vor allem ab 1949, waren von Auseinandersetzungen zwischen Bucerius und den übrigen Herausgebern gekennzeichnet. Es mussten Verluste der Zeit durch die Einnahmen der Illustrierten Stern, die sich seit 1951 ebenfalls in Bucerius’ Eigentum befand, ausgeglichen werden.
Erster Chefredakteur der Zeit war Ernst Samhaber. Da er zuvor im Reichsministerium für Volksaufklärung und Propaganda und für einige Medien des NS-Regimes gearbeitet hatte, erhielt er im Rahmen der Entnazifizierung im August 1946 zwei Jahre lang Berufsverbot und musste noch im Gründungsjahr von Mitherausgeber Richard Tüngel ersetzt werden. Tüngel steuerte die Zeitung in eine konservative Richtung. Die Zeit war damals in zahlreichen Artikeln „Vorreiter der Wiederbewaffnung“. Auch unterstützte sie anfangs die Forderungen nach „Heimholung der Ostgebiete“.
1955 kam es zu einer Redaktionskrise: Tüngel hatte einen Text des Staatsrechtlers Carl Schmitt, der oft als „Kronjurist des Dritten Reiches“ angesehen wird, veröffentlicht. Aus Protest dagegen verließ Marion Gräfin Dönhoff, die am 1. März 1946 dazugestoßen war, nach zehn Jahren die Redaktion. Kurz darauf versuchte Tüngel, den Chef vom Dienst Josef Müller-Marein zu entlassen, nachdem dieser in einem Artikel den US-Politiker Joseph McCarthy wegen dessen Kommunistenverfolgung scharf kritisiert hatte. Nach diesen Vorkommnissen wurde Tüngel entlassen, was eine Rückkehr von Gräfin Dönhoff ermöglichte. Dies stellte gleichzeitig eine Entscheidung über die politische Linie der Zeitung dar, deren Verleger ab 1956 allein Bucerius war. Auf Tüngel folgten als Chefredakteure zunächst Josef Müller-Marein (1957–1968) und schließlich Marion Gräfin Dönhoff (1968–1972), die ab 1972 als Herausgeberin die Zeitung bis zu ihrem Tod im Jahre 2002 prägte.
Energisch unterstützte die Redaktion die Ostpolitik Willy Brandts.
In der Zeit schrieben unter anderem Walter Jens unter dem Pseudonym Momos, Uwe Nettelbeck und Ben Witter.
1969 brachte Die Zeit einen Artikel des damaligen Feuilleton-Chefs Rudolf Walter Leonhardt, der dazu aufrief, Pädophilie freizugeben, 1976 einen Artikel des Hamburger Pädagogen Karlheinz Lutzmann, der Pädophilie zumindest im Ansatz relativierte. 2013 bat der damalige stellvertretende Chefredakteur Theo Sommer um Entschuldigung dafür, damals nicht sensibler gewesen zu sein.
Im Jahr 1979 erhielt Die Zeit gemeinsam mit der Neuen Zürcher Zeitung den niederländischen Erasmuspreis. Von 1985 bis 1996 war Hilde von Lang Verlegerin und von 1985 bis 1999 Geschäftsführerin. Als beste Wochenzeitung konnte sich Die Zeit beim 7. European Newspaper Award 2005 durchsetzen. Im Mai 2012 wurde die Jakob Fugger-Medaille des Verbandes der Zeitschriftenverlage in Bayern, einer der renommiertesten Preise für das deutschsprachige Zeitschriftenwesen, erstmals nicht an eine Einzelperson, sondern an die Herausgeber, Verleger, Geschäftsführer, Chefredaktion und Mitarbeiter der Zeit verliehen.
Chefredakteur ist seit 2004 Giovanni di Lorenzo, seit 2025 gemeinsam mit Jochen Wegner. Stellvertretende Chefredakteure sind Philip Faigle, Mark Heywinkel, Sebastian Horn, Maris Hubschmid, Martin Machowecz, Charlotte Parnack, Monika Pilath, Malin Schulz (Visual Director), Leonie Seifert und Holger Stark.
Frühere Chefredakteure:
- 1946: Ernst Samhaber
- 1946–1955: Richard Tüngel
- 1957–1968: Josef Müller-Marein
- 1968–1972: Marion Gräfin Dönhoff
- 1973–1992: Theo Sommer
- 1992–1997: Robert Leicht
- 1997–2001: Roger de Weck
- 2001–2004: Josef Joffe und Michael Naumann

Zum 1. Mai 2017 wurde ein fünfköpfiger Herausgeberrat bestehend aus Jutta Allmendinger, Zanny Minton Beddoes, Florian Illies, René Obermann und Josef Joffe berufen. Er soll zwei Mal im Jahr zusammenkommen und Verleger, Chefredaktion und Geschäftsführung publizistisch beraten. Im Mai 2020 ersetzte Nicola Leibinger-Kammüller René Obermann. Das Mandat von Josef Joffe ruht seit Mitte Mai 2022, weil er seinen Freund und Banker Max Warburg vor den CumEx-Recherchen der eigenen Zeitung warnte. Weitere Herausgeber waren unter anderen Gerd Bucerius, Marion Gräfin Dönhoff, Helmut Schmidt, Theo Sommer und Michael Naumann.
Am 17. Februar 2021 veröffentlichte die ARD zum 75-jährigen Jubiläum der Zeit die Reportage „Die Zeit“ – Eine Wochenzeitung wird 75 über ihre Geschichte und Arbeitsweise im NDR.

## Printausgabe

### Ressorts und Beilagen
Die Redaktion ist in vierzehn Ressorts unterteilt:
- Politik
- Dossier
- Leserbriefe
- Geschichte
- Wirtschaft
- Green
- Wissen
- Junge Leser
- Feuilleton
- Politisches Feuilleton
- Glauben und Zweifeln
- Entdecken
- Investigative Recherche/Daten
- ZEITmagazin (Chefredaktion: Sascha Chaimowicz und Emilia Smechowski)[27]

Das Ressort Glauben und Zweifeln wurde im März 2010 eingeführt und das Ressort Z – Zeit zum Entdecken im November 2015. Im September 2019 wurden das Ressort Politik und das Hauptstadtbüro sowie das Ressort Wissen und das Ressort Chancen zusammengelegt und das Ressort Streit eingeführt.
Seit Dezember 2010 liegt einer Teilauflage der Zeitung die Beilage Christ und Welt bei. Sie ist eine Fortführung der Wochenzeitung Rheinischer Merkur, die zuvor eingestellt wurde. Ab 2015 erschienen viermal jährlich die Beilagen Zeit Doctor und Zeit Geld und dreimal jährlich die Beilage Zeit Golfen. Zeit Geld und Zeit Golfen erschienen letztmals 2018, die Beilage Zeit Doctor bis Mai 2020. Zu aktuellen Beilagen gehören unter anderem Zeit Abitur, Entdecken – Reise und Zeit Literatur.
Seit September 2021 erscheint zusätzlich das Ressort Green, welches „alle Aspekte nachhaltigen Lebens behandelt“ und dessen Leitung der frühere Leiter des Wirtschaftsressorts, Uwe Jean Heuser, übernimmt.

### Erscheinungsbild und Druck

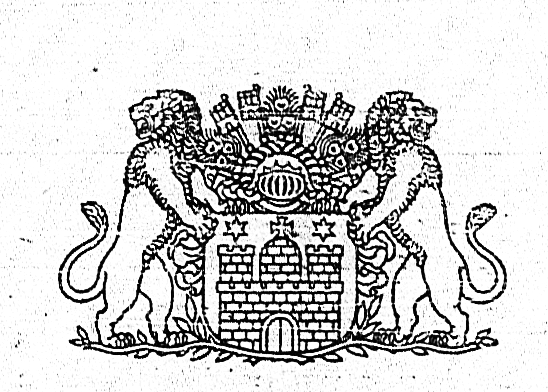
Das Hamburger Wappen in der Grafik für das Zeit-Logo (Nr. 1–12, 1946)

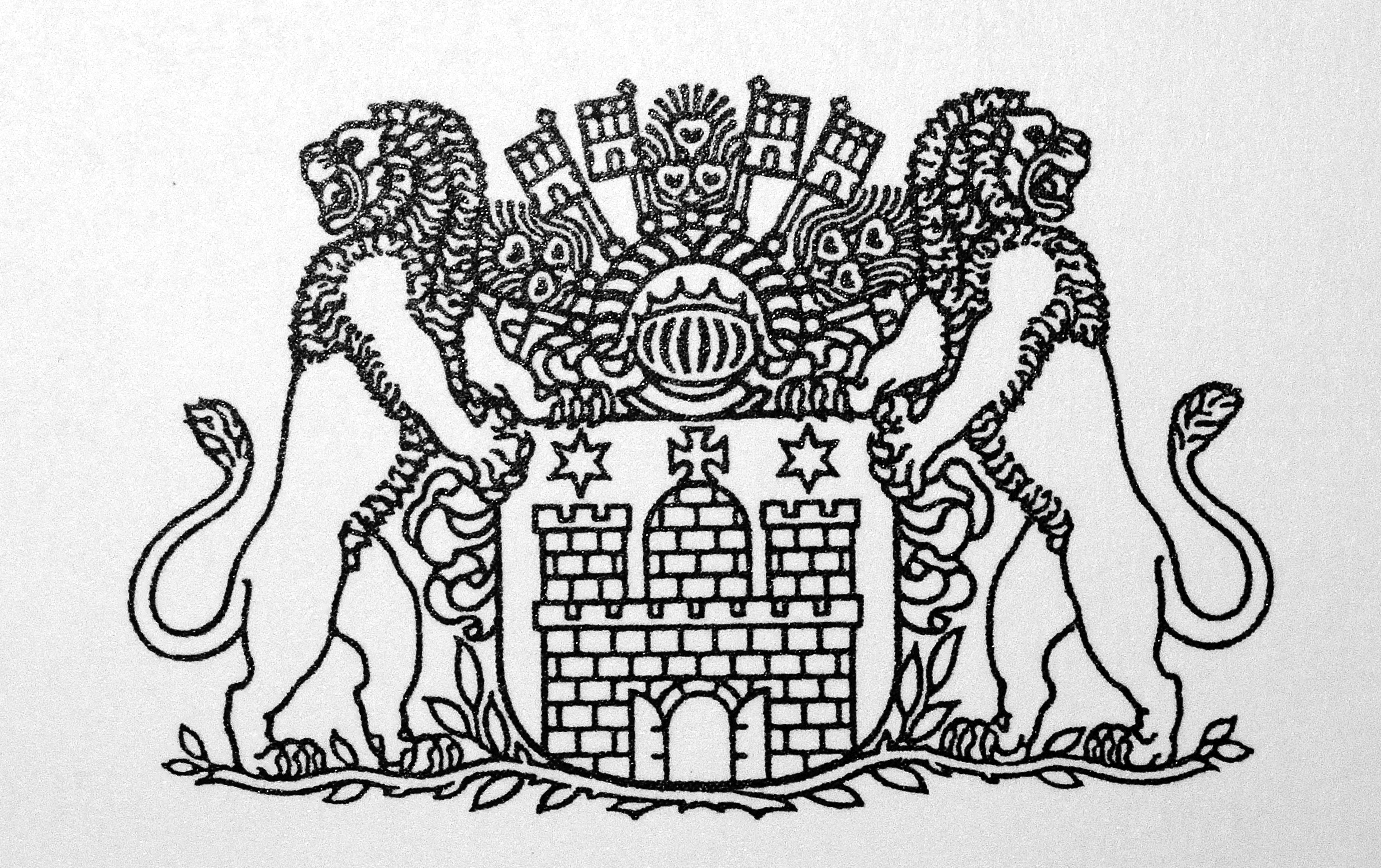
Hamburger Wappen mit offenem Tor im zweiten Zeit-Logo (Nr. 13–18, 1946)

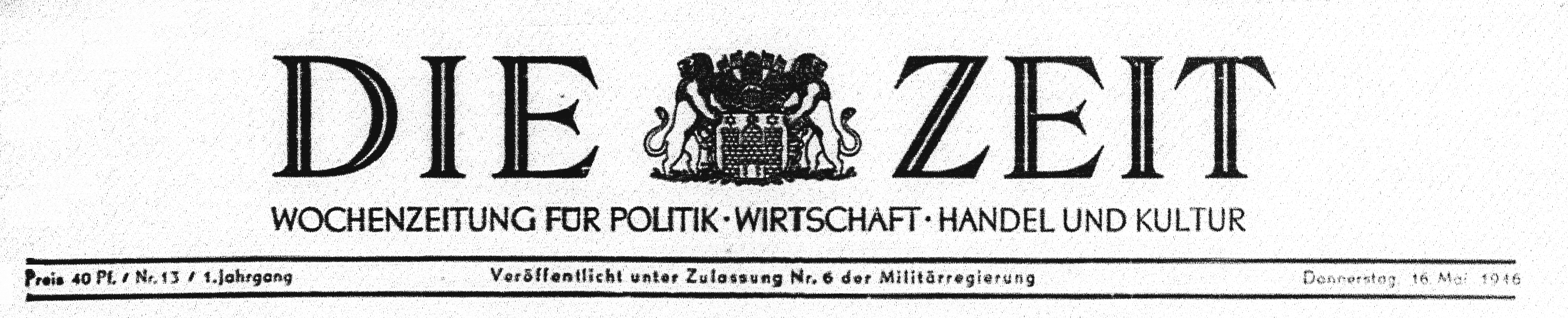
Kopfzeile der Zeit mit dem Hamburger Wappen (Nr. 13–18, 1946)

Kopfzeile der Zeit mit dem Bremer Wappen (ab Nr. 19, 1946)

Den Schriftzug in der Titelzeile der Wochenzeitung Die Zeit mit der eleganten Schrift „mit Seele“ (weiße Innenlinie) gestaltete 1946 der aus Wien stammende Jugendstilkünstler Carl Otto Czeschka. Czeschka orientierte sich bei der Gestaltung der Kopfzeile an der britischen Tageszeitung The Times, die das britische Staatswappen mit Löwe und Einhorn zwischen den beiden Titelworten trägt.
Dies war nicht nur von graphischer Bedeutung, sondern zeigte das Selbstverständnis des Gründers der Zeitung Gerd Bucerius – nachzulesen in seinem Editorial „Unsere Aufgabe“ am 21. Februar 1946:

„Wir hoffen, daß „Die Zeit“ ihrer Namensschwester in England würdig sein wird. […] Wir sind nicht so vermessen, mit unseren bescheidenen Mitteln die überragende Stellung anzustreben, die die Londoner ‚Times‘ in der ganzen Welt genießen, aber wir haben den Sinn dieses Vergleichs als Mahnung verstanden. Mit diesem Vorsatz beginnen wir unsere Wochenzeitung.“

Von der ersten Ausgabe (21. Februar 1946) bis zur 12. Ausgabe (9. Mai 1946) wurde die erste von Czeschka gestaltete Fassung verwendet, die das Hamburger Wappen mit schildhaltenden Löwen zwischen den beiden Wörtern zeigt. Dieses Wappen hatte im Unterschied zum offiziellen Staatswappen die Besonderheit, dass die Pfauenfedern der Helmzier mit kleinen Herzen versehen waren. Die Beinstellung der Löwen entsprach dabei der älteren Fassung des Großen Staatswappens; erst in der Zeit zwischen 1952 und 1955 wurde diese Beinhaltung (aus unbekannten Gründen) verändert. Trotz dieser kleinen Differenz wurde es vom Hamburger Senat als Großes Hamburger Wappen und damit als „Hoheitszeichen“ angesehen. Daraufhin wurde das Wappen verändert: Ein offenes Tor sollte die Weltoffenheit der Hansestadt zeigen.
Doch auch diese zweite veränderte Fassung des Hamburger Wappens, das von der Ausgabe Nr. 13 bis Nr. 18 Verwendung fand, wurde vom Senat abgelehnt. Auch so sei dies der „Missbrauch eines Hoheitszeichens“ für kommerzielle Zwecke, und dieses Verbot gilt bis heute.
So zeigt die Titelzeile des Blattes seit ihrer 19. Ausgabe vom 27. Juni 1946 mit Erlaubnis des Bremer Bürgermeisters Wilhelm Kaisen stattdessen den Bremer Schlüssel und die goldene Krone des Bremer Stadtwappens. Dies geschah durch Vermittlung von Josef Müller-Marein, der später Chefredakteur der Zeit (1957–1968) wurde. Die Grafik mit dem Bremer Schlüssel in der Kopfzeile wurde ebenfalls von Carl Otto Czeschka gestaltet. Sie wird heute als Logo der gesamten Verlagsgruppe verwendet.

Ressort-Überschriften 1946

Der Hamburger Künstler Alfred Mahlau hatte nach den Vorgaben von Ernst Samhaber die gesamte erste Ausgabe gestaltet, mit fünfspaltigem Umbruch „in klassischer Strenge und Sachlichkeit“. Der Druck erfolgte in der Hamburger Druckerei Broschek. Daneben hatte C. O. Czeschka in der ersten Zeit ebenfalls Überschriften für die verschiedene Ressorts gezeichnet. Die Artikel der Zeit und vor allem die Leitartikel auf der ersten Seite sind traditionell länger und ausführlicher als etwa bei Tageszeitungen. Die Titelseite wurde aus diesem Grund gar als „Grabplatte“ verspottet. Seit einigen Jahren sind viele Artikel jedoch deutlich kürzer und stärker bebildert. Seit dem Redesign durch Mario Garcia im Januar 1998 werden die Überschriften in der Tiemann-Antiqua gesetzt. Die Fließtexte stehen in der Garamond, einer typischen Buchschrift, die Zeitungen sonst selten verwenden.
An der Diskussion um die Rückkehr zur traditionellen deutschen Rechtschreibung, die Der Spiegel, die Süddeutsche Zeitung und Bild anführten, beteiligte sich die Zeit nicht. Sie verwendete seit 1999 eine eigene, sowohl von der traditionellen als auch von den verschiedenen Versionen der reformierten Rechtschreibung abweichende Hausorthographie, die der langjährige Zeit-Redakteur Dieter E. Zimmer ausgearbeitet hatte. Seit 2007 verzichtet die Zeit auf diese Hausorthografie und schreibt, wie viele andere Zeitungen auch, gemäß den Empfehlungen des Dudens.
Das nordische Format, ein Markenzeichen der Zeit, wird seit je in Literatur und Kleinkunst – meist in satirischer Form – thematisiert: Laut dem Schriftsteller Hanns Dieter Hüsch ist die Zeit z. B. „so groß, wenn man die aufschlägt, muss der Nachbar gleich zum Zahnarzt“. Das Format ist jedoch nicht größer als bei einem Dutzend anderer deutscher Tageszeitungen. 2018 wurde über eine Umstellung zum Tabloidformat diskutiert, die aber vorläufig nicht durchgeführt wurde.
Die Zeit wird von der Frankfurter Societäts-Druckerei in Mörfelden-Walldorf gedruckt. Bis zum 31. Dezember 2020 wurde ein Teil der Auflage von der Axel Springer SE in Ahrensburg gedruckt. Den Vertrieb übernimmt der Deutsche Pressevertrieb.
Im Mai 2020 wurde der neue Claim Die Zeit ist anders eingeführt. Zuvor wurde 20 Jahre lang der Claim Genießen Sie die Zeit benutzt.

### Zeitmagazin
1970 erschien die farbige Zeitungs-Beilage Zeitmagazin.
Nach der Einstellung der Beilage 1999 wurde in der Nachfolge das Zeit-Ressort Leben unter der Leitung von Andreas Lebert eingerichtet. Seit der Zeit-Ausgabe vom 24. Mai 2007 ist das Ressort wieder in eine Zeitungs-Beilage mit Titel Zeitmagazin ausgegliedert. In dieser Beilage führte Giovanni di Lorenzo bis Ende Januar 2009 wöchentlich ein Kurzinterview mit Helmut Schmidt unter dem Titel Auf eine Zigarette mit Helmut Schmidt. Besonders bekannt sind darin außerdem die wöchentlichen Kolumnen von Harald Martenstein, der meist recht sarkastisch, aber durchaus humorvoll über „Gott und die Welt“ philosophiert, die Rubrik „Deutschlandkarte“ zu wechselnden Themen, die von 2007 bis 2021 bestand, sowie Wolfram Siebecks Kochseite. Seit 1971 wird im Zeitmagazin das „kryptische“ Kreuzworträtsel Um die Ecke gedacht abgedruckt. Mathematische Unterhaltung findet sich in der Zeit-Rubrik Logelei. Seit 1982 präsentiert Großmeister Helmut Pfleger in der Kolumne Schachbretträtsel eine mit einer kurzen Geschichte verbundene Schachaufgabe.
Am 14. Oktober 2010 erschien zum 40. Geburtstag des Zeitmagazins eine Jubiläumsausgabe mit hundert Extraseiten. Sie enthält unter anderem vierzig verschiedene Titelbilder, für jedes Lebensjahr eins. Für die Ausgabe vom 21. Juni 2012 wurden mögliche Themen vorab online von der Netzgemeinde mittels der Liquid-Democracy-Software Adhocracy gesammelt und bewertet.

### Regionalausgaben
Die Österreich-Ausgabe der Zeit startete 2005. Seitdem konnte die Auflage um rund ein Drittel auf über 15.000 Exemplare gesteigert werden. Gegründet wurden die Österreichseiten von Joachim Riedl. Seit März 2020 führt Florian Gasser das Team in Wien. Seit dem 12. Mai 2010 erscheint die Zeit in Österreich mit drei (statt wie zuvor zwei) Regionalseiten. Außerdem erhält die Österreich-Ausgabe häufig landesspezifische Titelseiten.
Ab November 2009 erschien die Zeit auf zwei Seiten in einer mit Zeit für Sachsen betitelten sächsischen Lokalausgabe, die in einem eigens dafür eingerichteten Korrespondenzbüro in Dresden produziert wurde. 2013 wurde der Teil in Zeit im Osten umbenannt, um drei Seiten ergänzt und auf weitere Bundesländer ausgeweitet. 2017 zog die Redaktion nach Leipzig um und wurde bis 2021 von Martin Machowecz geleitet, dann von Anne Hähnig. Seit 2025 ist Cornelius Pollmer Ressortleiter der Zeit im Osten.
Seit dem 4. Dezember 2008 wird für die Leserschaft in der Schweiz eine Extra-Ausgabe mit zwei zusätzlichen schweizbezogenen Seiten produziert: Seit dem 12. Mai 2010 ist die Seitenanzahl auf drei angestiegen. Verantwortlich für die Schweiz-Seiten ist Matthias Daum. Die verbreitete Auflage betrug per 2021 27.035 Exemplare; 74 % der Leser sind Schweizer, 30 % deutscher Nationalität, die meisten besitzen einen hohen Bildungsstand. Seit April 2020 wird die Schweizer Ausgabe von Goldbach Publishing vermarktet.
Zum 75-jährigen Bestehen der Zeit am 21. Februar 2021 zeigt die Ausgabe 9/2021 das Titelblatt der „Nullnummer“ vom 15. September 1945. Axel Schuster, der Archivar der ZEIT-Stiftung, beschreibt in seinem Text „Wir haben bei null angefangen“ die Veränderung des Schriftzugs DIE ZEIT in einer Aufmachung der Nullnummer, die stark der nationalsozialistischen Vorzeige-Zeitung „Das Reich“ ähnelte, allerdings ohne ausführlich darauf einzugehen, weshalb der Grafiker Carl Otto Czeschka das Hamburg-Wappen bereits 1946 durch das Bremer Stadtwappen mit dem Schlüssel unter der „Bremer Markgrafenkrone“ ersetzten musste.

Logo der Hamburg-Beilage der Zeit ab 3. April 2014: „Hamburg-Symbol“ mit „Bremer Krone“

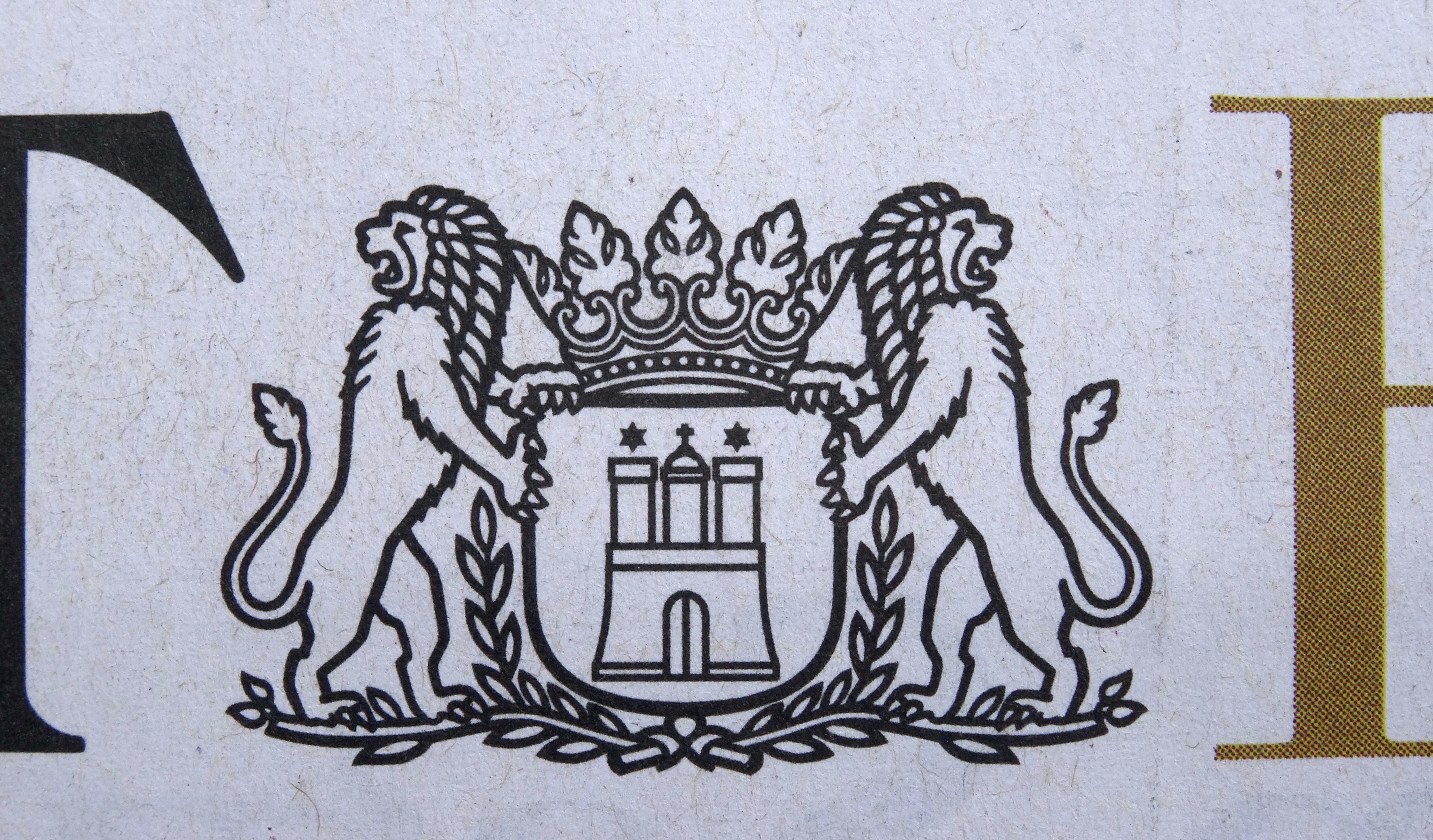
Aus der Titelzeile der Hamburg-Beilage ab 3. April 2014

Seit dem 3. April 2014 gibt es auch eine Regionalbeilage für Hamburg als gesondertes Zeitungsbuch Zeit Hamburg. In dem Editorial von Giovanni di Lorenzo zur Erstausgabe der Hamburger Beilage heißt es:

„Die ZEIT lebt seit ihren ersten Tagen mit einer Mogelpackung im Titelkopf. Weil die damaligen Stadtväter dem ZEIT-Verleger Gerd Bucerius den Gebrauch des Hamburger Wappens verweigerten, ist dort seit fast 70 Jahren das Bremer Stadt-Emblem zu sehen. Für den Hamburg-Teil darf Hamburg auch wie Hamburg aussehen. Olaf Scholz hat es möglich gemacht. Wenn das kein Anfang ist!“

In diesem Editorial wird der Anschein erweckt, als habe der damalige Hamburger Bürgermeister Olaf Scholz den Titelkopf der Hamburg-Beilage als Mischform des Bremer Wappens mit dem kleinen Hamburger Staatswappen genehmigt. Dies ist jedoch nicht der Fall. Das Zeit Hamburg-Logo zeigt das frei verwendbare „Hamburg-Symbol“ anstelle des Bremer Schlüssels, bleibt daneben aber bei der üblichen Gestaltung mit „Bremer Krone“.
Seit Januar 2019 erscheint Zeit Hamburg monatlich statt wöchentlich. Die Ressortleitung verantworten Florian Zinnecker und Maria Rossbauer.

## Digital-Zugang
| Apps         | Die Zeit        | Die Zeit        | Zeit Online | Podcasts | Zeit Audio | Zeit Radio |
| Apps         | Originallayout  | Lesemodus       | Zeit Online | Podcasts | Zeit Audio | Zeit Radio |
| ------------ | --------------- | --------------- | ----------- | -------- | ---------- | ---------- |
| Zeit Online  | Nein            | Ja              | Ja          | Ja       | Ja         | Ja         |
| Zeit E-Paper | Ja              | Ja              | Nein        | Nein     | Nein       | Nein       |
| Zeit Audio   | Nein            | Nein            | Nein        | Ja       | Ja         | Nein       |
| Zeit Wissen  | nur Zeit Wissen | nur Zeit Wissen | Nein        | Nein     | Nein       | Nein       |
| Zeit Campus  | nur Zeit Campus | nur Zeit Campus | Nein        | Nein     | Nein       | Nein       |

Neben dem redaktionellen Onlineangebot der Zeit wird das Printangebot in verschiedenen Formen digital angeboten. Für den Zugriff ist ein Abonnement abzuschließen; Abonnenten der Druckausgabe erhalten den Zugang vergünstigt.
Mit dem Digital-Zugang gibt es alle Inhalte auf zeit.de frei zugänglich sowie die Ausgabe der Wochenzeitung und des Zeitmagazins
- in digitaler Form mit Originallayout als PDF,
- als separate Artikel unter Z+[69],
- in Textversionen für elektronische Lesegeräte angepasste ePUB- und seit 2011 Mobipocket-Dateien, die seit Ende 2012 mit ausgewählten Bildern ergänzt sind, sowie
- als E-Paper App für Android[70] und iOS[71] (alle Geräte ab Android 6.0 und iOS 13.0 oder höher) im Originallayout mit Lesemodus

Die Webapp für Tablets, die ab Mitte August 2012 angeboten wurde, wurde durch die E-Paper App ersetzt. Die Zeit App wurde Ende 2024 eingestellt.
Im Juli 2021 wurde eine erneuerte Zeit Online-Smartphone App publiziert, die neben Audio-Inhalten auch Nachrichten sowie Z+ Abo-Inhalte zusammenführt. Seit Juli 2025 trägt auch die App den Namen Die Zeit.
Ausgewählte Artikel aus der gedruckten Zeit-Ausgabe gibt es als vorgelesene Stücke in der Zeit Audio Smartphone App. Der sogenannte Audiofon-Service, über den Zeit Audio über eine Telefonfestnetznummer gehört werden konnte, wurde inzwischen eingestellt und durch die Smartphone App ersetzt.
Alle verwendeten Dateiformate sind seit Mitte 2010 DRM-frei.

## Zeit.de

Früheres Logo des Internet-Auftritts der Zeit, das bis Juli 2025 den Namen Zeit Online trug

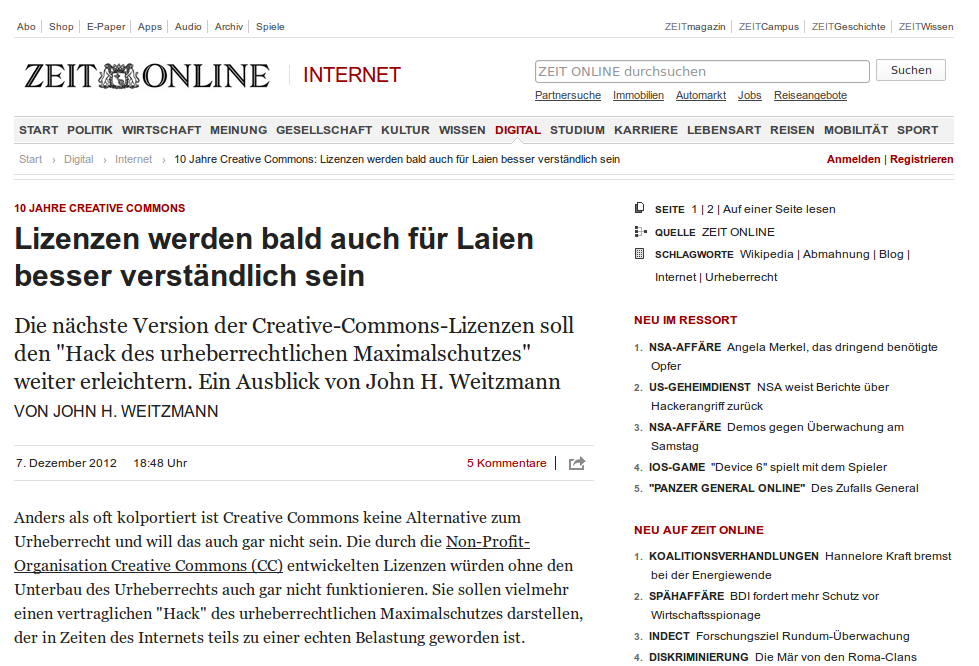
Screenshot des Internet-Auftritts von Zeit Online vom 23. Dezember 2012 mit einem Text von John H. Weitzmann, der unter einer Creative-Commons-Lizenz steht

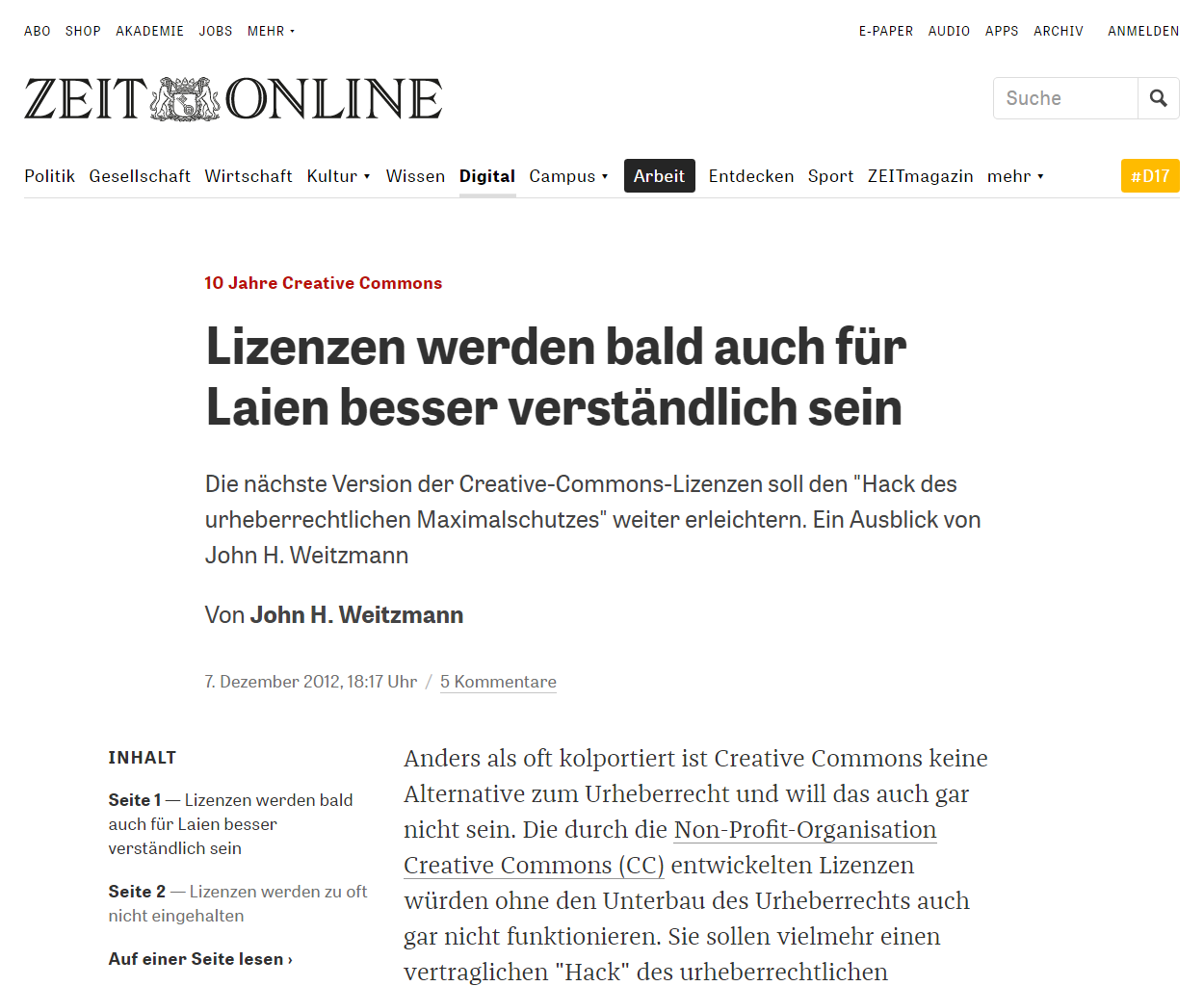
Screenshot desselben Artikels am 18. September 2017

Zeit.de, ehemals Zeit Online, wird von der Zeit Online GmbH betrieben, einer hundertprozentigen Tochtergesellschaft des Zeitverlags.
Zum 1. Februar 2009 wurden Zeit Online, Tagesspiegel Online und zoomer.de als Zeit Digital zusammengelegt und erhielten eine gemeinsame Redaktion in Berlin. In Hamburg blieben lediglich einige Verbindungsredakteure sowie Technik und Vermarktung. zoomer.de wurde Ende Februar 2009 eingestellt und die Redaktion von Tagesspiegel Online gehört seit September 2009 wieder zum Tagesspiegel.
Seit dem 1. Juli 2025 tragen Zeit Online und Die Zeit den gemeinsamen Namen Die Zeit.
Zeit.de zählt zu den 100 meistaufgerufenen Websites in Deutschland.

### Ressorts
Das Onlineangebot setzt inhaltlich, technisch und grafisch andere Akzente als das gedruckte Blatt: Auf der Website finden sich Themen für eine jüngere Zielgruppe. Meldungen, Analysen und Hintergrundstücke werden exklusiv für die Website geschrieben, gesprochen oder gefilmt. Die Beiträge werden dabei nicht nur von der Onlineredaktion, sondern auch von Printredakteuren und freien Autoren verfasst. Auch Artikel der gedruckten Ausgabe werden online veröffentlicht. Artikel können von angemeldeten Benutzern kommentiert werden. Die Redaktion kann nach eigenem Ermessen Kommentare editieren, löschen oder den Kommentator-Account sperren, wenn Beiträge den Rahmen der Netiquette verlassen oder in den Augen der Redaktion zu polemisch sind.
Das Angebot ist in einzelne Ressorts gegliedert:
- Politik, Wirtschaft und Gesellschaft
- Kultur
- Politisches Feuilleton
- Wissen
- Digital
- Gesundheit
- Investigative Recherche/Daten
- Daten und Visualisierung
- Ressort X
- Hochkant
- Podcasts
- ZEITmagazin ONLINE, Wochenmarkt, Entdecken, Sinn
- ZEIT am Wochenende
- Arbeit
- Familie
- Geld
- Video
- Sport

Außerdem bietet zeit.de seit dem 3. April 2014 einen Lokalteil für Hamburg an.
Bei einer Umfrage unter deutschsprachigen Literaturblogs wurde der Literaturteil von zeit.de als bestes Portal bewertet. Es setzte sich unter anderem gegen die Literaturressorts der Onlineausgaben von Spiegel, Süddeutsche Zeitung und Frankfurter Allgemeine Zeitung durch.

### Reichweite
Die Anzahl der Website-Besuche stieg bis 2017 stark an. Im März 2017 wurde das Bezahlmodell Z+ eingeführt, wodurch manche Inhalte nur gegen Bezahlung abgerufen werden können. 2022 wurden 114,5 Mio. Besuche der Website gezählt.

### Entwicklung
Chefredakteur war bis Ende Februar 2008 der frühere Zeit-Redakteur Gero von Randow. Vom 1. März 2008 bis zu seinem Wechsel zur britischen Tageszeitung The Guardian im April 2013 übernahm Wolfgang Blau die Chefredaktion. Sein Nachfolger ist seit 15. März 2013 Jochen Wegner, der zuvor Chefredakteur von Focus Online war. Seit Juli 2025 ist Jochen Wegner, gemeinsam mit Giovanni di Lorenzo, Chefredakteur des Print- und Onlineangebots der Zeit.
Seit September 2006 gibt es eine Kooperation mit dem Berliner Tagesspiegel. Dieser gehört ebenfalls zur Verlagsgruppe Holtzbrinck. Im Rahmen der Kooperation tauschen beide Onlineangebote Texte aus. Ähnliche Vereinbarungen gibt es mit dem Handelsblatt und mit dem IT-Portal Golem.de.
Im Juni 2008 begann Zeit Online eine Kooperation mit dem ZDF im gemeinsamen Nachrichtenformat 100 Sekunden, die vertraglich auf zwei Jahre ausgelegt war.
Von 2018 bis 2020 war der Online-Auftritt von brand eins mit Zeit Online verknüpft und wurde gemeinsam vermarktet.

### Zuender
Mit dem Zuender betrieb Zeit Online von 2005 bis 2009 ein Internetportal für Jugendliche und junge Erwachsene zwischen 16 und 25 Jahren.

### HeyStudium
2005 startete der Zeitverlag mit dem Rubrikenmarkt Studienorientierung. In Kooperation mit dem CHE (Centrum für Hochschulentwicklung) veröffentlicht die Zeit seitdem das CHE Hochschulranking im Zeit Studienführer und im Web auf ranking.zeit.de (bis Mai 2023, seitdem auf studiengaenge.zeit.de). Im Mai 2023 wurde die neue Dachmarke HeyStudium gelauncht, unter der alle digitalen Produkte zum Thema Studienorientierung des Zeitverlags laufen.

### Zeit Campus Online
Im Jahr 2006 wurde Zeit Campus Online als Internetangebot des Printmagazins Zeit Campus gestartet.

### Störungsmelder
2007 startete Zeit Online zusammen mit dem Musikmagazin Intro, dem Verein Gesicht Zeigen! und der Agentur WE DO gemeinsam mit den Moderatoren Markus Kavka, Ole Tillmann und Klaas Heufer-Umlauf das Projekt Störungsmelder gegen Rechtsextremismus.

### Netz gegen Nazis
Am 5. Mai 2008 startete Zeit Online mit Partnern wie dem Deutschen Fußball-Bund, dem Deutschen Feuerwehrverband, den VZ-Netzwerken, dem ZDF und dem Deutschen Olympischen Sportbund das Internetportal Netz gegen Nazis. Das Portal erfuhr neben dieser Unterstützung jedoch auch Kritik von publizistischer Seite, da es oberflächlich argumentiere und wenig Neues biete. Am 1. Januar 2009 zog sich Zeit Online weitgehend aus dem Projekt zurück und überließ die Trägerschaft der Amadeu Antonio Stiftung. Eine nicht definierte Kooperation soll weiterhin bestehen.

### ze.tt
Am 27. Juli 2015 startete der Zeitverlag mit ze.tt ein Onlinemagazin, das sich an eine Zielgruppe zwischen 16 und 35 Jahren richtete. Am 15. Dezember 2020 wurde ze.tt ein Ressort von Zeit Online.

## Podcasts
Seit September 2017 bietet Die Zeit auch Podcasts an. Zu den angebotenen Podcasts gehören unter anderem Alles gesagt?, Die Zeit – Verbrechen, Die sogenannte Gegenwart, Das Politikteil und der Podcast aller drei deutschsprachigen Redaktionsbüros namens Servus. Grüezi. Hallo.
|                                  | Thema               | Turnus                   |
| -------------------------------- | ------------------- | ------------------------ |
| Was jetzt?                       | Nachrichten         | Mo–Sa 2× täglich, So 1×  |
| Alles gesagt?                    | Interview           | Monatlich                |
| Das Politikteil                  | Politik             | Wöchentlich (Freitag)    |
| Ehrlich jetzt?                   | Politik             | 14-täglich (Dienstag)    |
| Auch das noch?                   | Krisenpodcast       | 14-täglich (Mittwoch)    |
| Verbrechen                       | True-Crime          | 14-täglich (Dienstag)    |
| Wochenmarkt                      | Kochen              | pausiert                 |
| Die sogenannte Gegenwart         | Feuilleton          | 14-täglich (Montag)      |
| Ist das eine Blase?              | Wirtschaft          | 14-täglich (Montag)      |
| Kicken kann er                   | Fußball             | 14-täglich (Mittwoch)    |
| Geht da noch was?                | Alltagstips         | 14-täglich (Montag)      |
| Wie war das noch mal?            | Geschichte          | Monatlich (Samstag)      |
| Augen zu                         | Kunst               | Monatlich                |
| OK, America?                     | Vereinigte Staaten  | 14-täglich (Donnerstag)  |
| Der Ostcast                      | Russland            | 21-täglich               |
| Und was machst du am Wochenende? |                     | Wöchentlich (Donnerstag) |
| Was liest du gerade?             | Bücher              | 14-täglich (Samstag)     |
| Ist das normal?                  | Sex                 | 14-täglich (Montag)      |
| Unter Pfarrerstöchtern           | Bibel               | 14-täglich (Freitag)     |
| Servus. Grüezi. Hallo.           | Politik             | Wöchentlich (Mittwoch)   |
| Was Chefinnen wirklich denken    | Arbeit              | 14-täglich (Dienstags)   |
| Frisch an die Arbeit             | Arbeit              | 14-täglich (Dienstags)   |
| Und was macht die Uni?           |                     | Monatlich                |
| Woher weißt Du das?              |                     | 14-täglich (Sonntag)     |
| ZEIT Bühne                       | Interview           | Monatlich                |
| Warum denken Sie das?            |                     | Monatlich                |
| Die Schaulustigen                | Fernsehen           | abgeschlossen            |
| Rice and Shine                   |                     | abgeschlossen            |
| Wird das was?                    | Zukunft/Digitalität | abgeschlossen            |
| Wie war das im Osten?            | DDR                 | abgeschlossen            |
| Elbvertiefung                    | Hamburg             | Wöchentlich (Samstag)    |
| English, please!                 | Englisch lernen     | 14-täglich (Sonntag)     |

| Titel                                 | Turnus  | Folgen/Teile |
| ------------------------------------- | ------- | ------------ |
| Geld Macht Katar                      |         | 8            |
| Tatort Ostsee                         |         | 5            |
| Die Patrioten                         |         | 7            |
| Was jetzt? – Spezial                  | Samstag |              |
| WHITE – Geständnis eines Neonazis     |         | 9            |
| Deutsche Geister                      |         | 8            |
| Vier Jahre Trump                      |         | 48           |
| Pegasus – der Spion in unseren Handys |         | 6            |

## Kontroversen

### Berichterstattung über Dieter Wedel
Der damalige Zeit-Online-Autor Thomas Fischer kritisierte Anfang des Jahres 2018 die Berichterstattung über die Missbrauchsvorwürfe gegen Dieter Wedel und bezeichnete sie als tendenziös und voreingenommen. Daraufhin trennte sich der Zeitverlag von Fischer.
Die Juristen der Zeit versicherten den Frauen, dass die Fälle verjährt seien und es zu keinen Prozessen kommen würde. Sie übersahen jedoch, dass wegen einer Gesetzesänderung aus dem Jahr 2015 die Verjährung bei Vergewaltigungen erst mit Ablauf des 30. Lebensjahres beginnt und die Vorwürfe von Jany Tempel deswegen erst im Jahr 2019 verjährten. Die Staatsanwaltschaft München leitete daraufhin ein Ermittlungsverfahren gegen Dieter Wedel ein. Laut Tempel war die Verjährung eine Bedingung für ihre Aussage. Tempel zufolge habe die Zeit ihr die Übernahme ihrer Anwaltskosten zugesagt. Ihr Anwalt reichte deswegen eine Klage gegen die Zeit ein. Der Zeit zufolge wurde nur die Übernahme der Anwaltskosten bei Zivilprozessen zugesagt und nicht bei Strafprozessen. Im März 2020 urteilte das Landgericht Hamburg zugunsten der Zeit. Tempels Anwalt kündigte an, in Berufung zu gehen.

### Berichterstattung über private Seenotrettung
Im Politikteil der Ausgabe vom 12. Juli 2018 veröffentlichte die Zeit unter dem Titel Oder soll man es lassen? einen von Caterina Lobenstein und Mariam Lau verfassten Artikel über das Pro und Contra von privater Seenotrettung im Mittelmeer. Im Contra-Teil kritisierte Lau, dass private Seenotretter längst Teil des Geschäftsmodells der Schlepper seien und politisch denjenigen nutzen würden, die gar kein Asylrecht mehr wollen. Der Artikel wurde insbesondere von Journalisten und Politikern heftig kritisiert. Der Zeit wurde vorgeworfen, Seenotrettung generell in Frage zu stellen. Eine Woche später entschuldigte sich die Chefredaktion auf der Titelseite dafür, dass insbesondere durch den Titel Oder soll man es lassen? der Eindruck entstanden sei, man würde Seenotrettung generell in Frage stellen. Lau wurde vorgeworfen, den Seenotrettern nicht genügend Respekt entgegengebracht zu haben. Der Chefredaktion wurde daraufhin vorgeworfen, die eigene Redakteurin an den Pranger gestellt zu haben. Der Spiegel berichtete in seiner Ausgabe vom 27. Juli 2018, dass die Kontroverse Teil eines Führungsstreits innerhalb der Chefredaktion sei. Der Contra-Teil sei auf Wunsch von Chefredakteur Giovanni di Lorenzo entstanden und der stellvertretende Chefredakteur und Leiter des Politikressorts Bernd Ulrich soll dies und den Inhalt des Textes als Kritik an seinem Kurs aufgefasst haben. Im April 2019 stand der Artikel auf der Shortlist für den Theodor-Wolff-Preis. Er wurde jedoch nicht in die Endauswahl übernommen, weil Lobenstein nicht mit diesem Artikel für den Preis nominiert werden wollte.

### Big Brother Award
Im Juni 2019 erhielt Zeit Online – zum Teil stellvertretend für die gesamte Verlagsbranche – den Negativpreis Big Brother Award in der Kategorie Verbraucherschutz. Die Begründung in Kurzform:

„dafür, dass sie 1.) auf ihren Websites zeit.de und mycountrytalks.org zum Teil in großem Stil Werbetracker, wie auch das Facebook-Pixel einsetzen,
2.) dafür, dass sie 2017 bei ihrem Projekt Deutschland spricht alle personenbeziehbaren Daten inklusiv der politischen Meinung auf den Rechnern von Google abgespeichert und verarbeitet haben und
3.) dass sie sich für das Nachfolgeprojekt My Country Talks nicht nur von dem nimmersatten Werbeunternehmen mit Weltmachtsanspruch Google bei ihrem Projekt sponsern lassen, sondern dass sie zusätzlich Trackingtools eingebunden haben, mit denen Informationen an Dritte weiter gegeben werden können.“

### Gastbeitrag von Wladimir Putin
Am 22. Juni 2021 veröffentlichte Die Zeit anlässlich des 80. Jahrestags des deutschen Überfalls auf die Sowjetunion einen Gastbeitrag des russischen Präsidenten Wladimir Putin. In dem Beitrag warb Putin für eine engere Zusammenarbeit zwischen Russland und Europa, kritisierte jedoch scharf die NATO und die Europäische Union. Der Artikel sorgte für erhebliche Diskussionen und Kritik. Es gab eine Debatte darüber, ob es angemessen war, dem russischen Präsidenten in der „Zeit“ eine Plattform zu geben.
Die Autorin Samira El Ouassil argumentierte beispielsweise, dass autoritäre Machthaber wie Putin Gastbeiträge in westlichen Medien gezielt für Propagandazwecke nutzen könnten, da sie keine Hemmungen hätten, politische Lügen zu verbreiten. Sie hinterfragte die redaktionellen Kriterien und die Motivation hinter der Veröffentlichung und forderte eine klare Auseinandersetzung mit den Lücken und Verzerrungen in Putins Darstellung. Trotz angekündigter Gegenkommentare blieb für sie der Eindruck, dass Die Zeit einem Despoten unnötig Raum zur Verbreitung von Desinformation geboten hat.
Der Journalist und Historiker Nils Minkmar kritisierte die Veröffentlichung des Beitrags ebenfalls und bezeichnete diesen als „krasse Propaganda“. Er hob hervor, dass Putins Texte gezielt politische Lügen und groteske Verdrehungen von Fakten enthielten, wie etwa die Behauptung, die EU und die USA hätten die Annexion der Krim provoziert. Minkmar argumentierte, dass zwar auch Gegner der Meinungsfreiheit Zugang zu Medien erhalten dürften, dies jedoch eine klare Gegenrede erfordere. Ein solcher Text hätte seiner Meinung nach mit einem Warnhinweis versehen werden müssen, um die Leser auf den propagandistischen Charakter aufmerksam zu machen. Er beschrieb Putin als „antidemokratischen Aktivisten“, dessen Darstellung einer zukünftigen Zusammenarbeit zwischen Russland und Europa unrealistisch sei, solange er im Amt bleibe.

### Depublikation Maxim Biller
Im Juni 2025 hat Die Zeit eine Kolumne des Schriftstellers Maxim Biller mit dem Titel „Morbus Israel“ depubliziert. In dem Artikel nahm Biller die deutsche Nahost-Debatte vor dem Hintergrund der israelischen Blockade des Gazastreifens und des israelisch-iranischen Krieges ins Visier und ging Kritiker Israels scharf an. Nach Protesten im Internet und in den Leserkommentaren unter dem Text löschte die Zeitung den Beitrag, der auch in der gedruckten Ausgabe erschienen war, aus ihrem Online-Auftritt am selben Tag, als er veröffentlicht worden war. Die Zeit stellte eine kurze Erklärung an die Stelle, an welcher der Artikel zuvor zu lesen war: „Der an dieser Stelle erschienene Beitrag enthielt mehrere Formulierungen, die nicht den Standards der ,Zeit‘ entsprechen. Unsere aufwändige redaktionelle Qualitätssicherung hat leider nicht gegriffen.“ Die Entscheidung der Zeitung stieß auf vielfältige und heftige Kritik.

## Tochtergesellschaften und Beteiligungen der ZEIT Verlagsgruppe
- Seit 2024 ist die ZEIT Verlagsgruppe Mehrheitseigner des 2016 gegründeten Unternehmens GoodJobs, einer Plattform für nachhaltige und soziale Jobs.[129]
- Gemeinsam mit der Zeitschrift Forschung & Lehre betreibt die Zeit Verlagsgruppe academics,[130] ein Karriereportal für Wissenschaft und Forschung.
- Seit 2013 ist die e-fellows.net GmbH & Co. KG[131] aus München eine 66-%-Tochter des Zeit-Verlags: Das Karrierenetzwerk bringt seit 2000 Nachwuchskräfte mit Arbeitgebern zusammen. Den Mitgliedern bietet es ein Online-Stipendium mit Praktikums- und Jobangeboten, Zeitungs-Abos, Karriere-Events, Mentoren und einer Online-Community.
- Mit Studio ZX betreibt die ZEIT Verlagsgruppe seit 2022 eine Kommunikationsagentur für Content Marketing. In dieser bündeln sich die ehemaligen Tochtergesellschaften Tempus Corporate (Agentur für Corporate Publishing) und die Convent Kongresse GmbH, über die die Zeit Verlagsgruppe seit 1998 Kongresse und Tagungen für den deutschen Mittelstand veranstaltet.[132]
- Der Zeit Kunstverlag veröffentlicht die Zeitschrift Weltkunnst, die Zeitung Kunst und Auktionen sowie Kataloge für Kunstmessen.
- Die Good Conversations gGmbH organisiert Gesprächsformate der Plattform „My Country Talks“, darunter „Europa spricht“ oder „Deutschland spricht“.
- ZEIT Sprachen, ehemals Spotlight Verlag, gehört seit 2018 zur Zeit Verlagsgruppe und verlegt Sprachmagazine.
- Die ZEIT Akademie bietet als digitales Weiterbildungsprogramm der Zeit Verlagsgruppe Kurse und Webinare für Einzelpersonen und Unternehmen.[133]
- Seit 2016 erscheint die wöchentliche Zeit-Beilage Christ & Welt in der neu gegründeten Tochtergesellschaft der Zeit Verlagsgruppe, Zeit:Credo.[134]

## Zeit-Stiftung
Die Zeit-Stiftung Ebelin und Gerd Bucerius fördert Wissenschaft und Forschung, Kunst und Kultur sowie Bildung und Erziehung.

## Verwandte Themen
- Die ZEIT-Bibliothek der 100 Bücher ist eine Zusammenstellung der Feuilleton-Redaktion.
- Der Marion Dönhoff Preis für internationale Verständigung und Versöhnung wird jährlich von der Zeit, der Zeit-Stiftung und der Marion-Dönhoff-Stiftung vergeben.